# Friedrich von Bieberstein
Friedrich von Bieberstein (* 13. Jahrhundert oder 14. Jahrhundert; † 1360) war ein Freiherr, der zu den mächtigsten Herren im Königreich Böhmen und zu den wichtigsten Vasallen und Vertrauten von Kaiser Karl IV. (von Luxemburg) in Böhmen zählte. Er besaß in Böhmen u. a. die Herrschaften Friedland (heute Frýdlant v Čechách in Tschechien), in der Markgrafschaft Niederlausitz die Herrschaft Sorau (heute Żary in der Woiwodschaft Lebus in Polen) sowie die Schlösser Landeskrone und Tauchritz in der Markgrafschaft Oberlausitz.

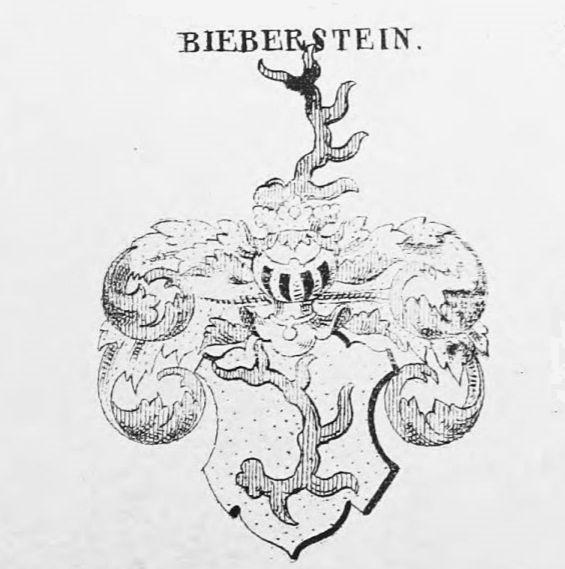
Wappen der Familie Bieberstein (Siebmacher’s allg. Wappenbuch, 1874)

## Herkunft

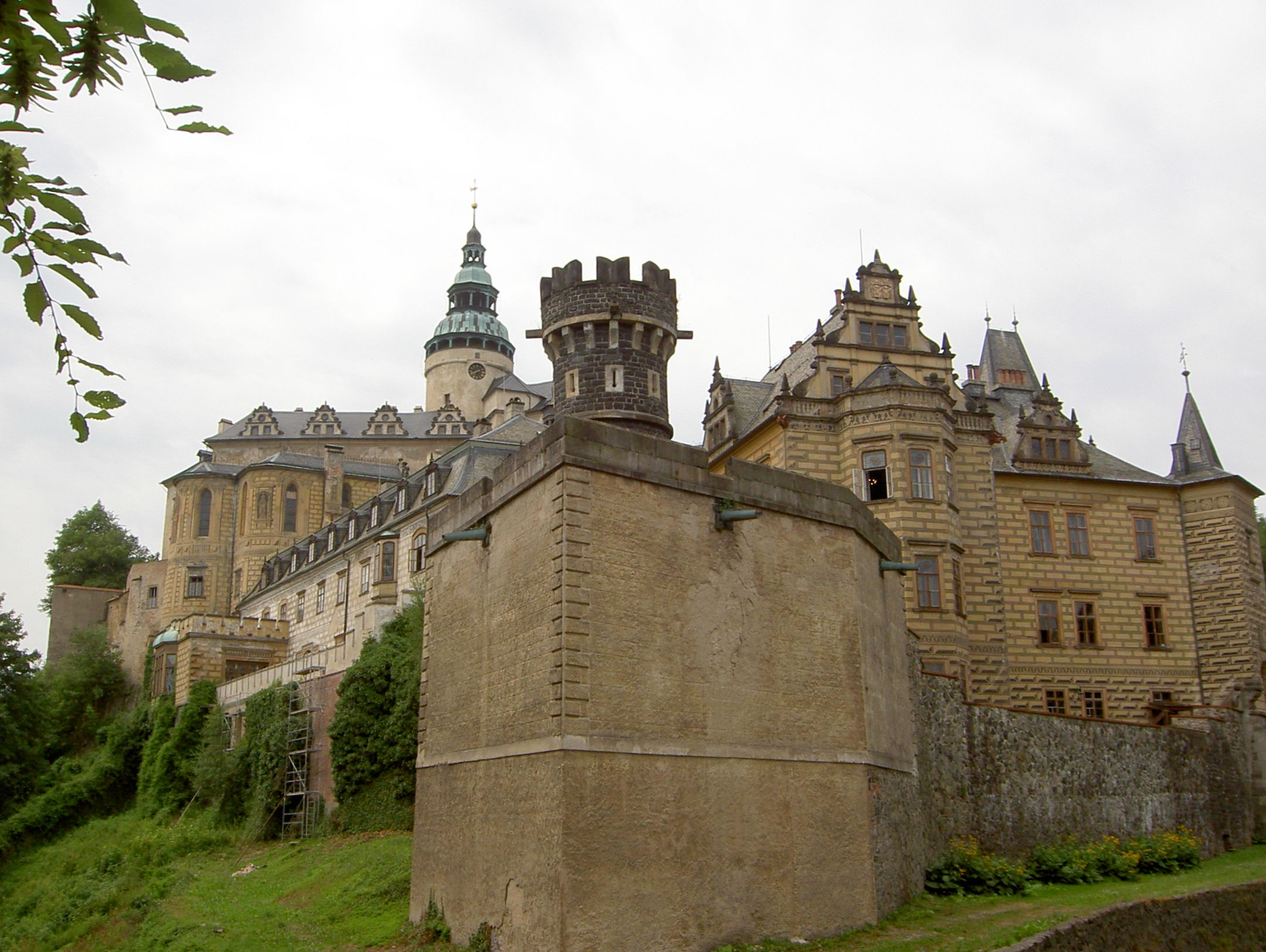
Schloss Frýdlant

Friedrich stammte aus dem Adelsgeschlecht der Herren von Bieberstein, deren Name sich von der Burg Bieberstein in der Markgrafschaft Meißen ableitet und die sowohl in Nordböhmen als auch in Schlesien und in den „Lausitzen“, d. h., in den Markgrafschaften Ober – und Niederlausitz, reich begütert war.
Sein Vater war Johann von Bieberstein (* 1290, † n. 1306), der Heinrich III. Herzog von Schlesien zu Glogau, Sagan, Großpolen etc. als Feldherr diente. Laut Joseph G. Herrmann gelangte Johann nie in den Besitz der Herrschaft Friedland, vermutlich weil er vor seinem Vater Rulko (Bolko, Rudolf) von Bieberstein starb.
Von seiner Mutter ist weder der Name noch die Herkunft bekannt.

## Leben
Da sein Vater Johann vor seinem Großvater Rulko verstarb, folgte Friedrich auf diesen direkt als Erbe aller Eigengüter und Lehen seines Hauses. Ein Teil des Besitzes, der so genannte Eigensche Kreis in der Oberlausitz, war jedoch von seinem Großvater einer seiner Töchter übertragen worden, die Äbtissin des Klosters St. Marienthal der Zisterzienserinnen bei Ostritz (heute in der sächsischen Oberlausitz) war, das bereits 1241 von der Familie Bieberstein bestiftet worden war.

### Vertrauter von König Karl IV.

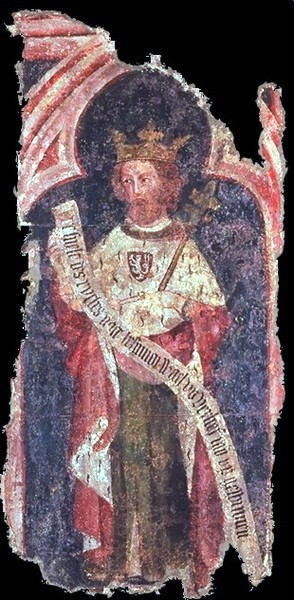
Karl IV., Wandbild um 1360/70

Friedrich nahm am königlichen Hof von König Karl IV. zu Prag einen bedeutenden Platz ein. Dies zeigt sich durch seine Anwesenheit bei wichtigen Staatsakten.
So befand er sich am 21. November 1344 in Prag am königlichen Hof und nahm in Gesellschaft der Fürsten, Bischöfe und Herren an der feierlichen Einsetzung des ersten Erzbischofs von Prag, Ernst von Pardubitz (* c. 1300, † 1364 in Raudnitz) teil, nachdem Papst Clemens VI. (1342–1352) sie durch eine Bulle vom 30. April 1344 genehmigt hatte.
Er nahm daher wohl auch an der Grundsteinlegung des gotischen Veitsdomes in Prag teil, die im selben Jahr erfolgte.
Einige Jahre später nahm er am 7. April 1348 an der Gründung der Karls-Universität Prag, der „Alma Mater Carolina“, durch König Karl IV. teil. Diese war die erste Universität in Mitteleuropa.

### Die Affaire des „Falschen Woldemar“
Im selben Jahr beteiligte er sich als königlicher Vasall am Kriegszug von König Karl IV., den dieser unternahm, um dem vermeintlichen Markgrafen von Brandenburg Woldemar zu seinem Recht zu verhelfen. Dieser war lange verstorben, tauchte aber angeblich nach einer langen Pilgerfahrt wieder auf und gewann breite Anerkennung und Unterstützung. König Karl schenkte den Gerüchten um Woldemars Wiederauftauchen Glauben, unternahm aber trotzdem eine Militärexpedition, um die Echtheit der Gerüchte zu prüfen und, falls sie sich als wahr herausstellten, Woldemar die Herrschaft über die Mark Brandenburg wieder zu übertragen.
Friedrich von Bieberstein unterstützte König Karl IV. mit seiner Mannschaft bei der Belagerung von Frankfurt an der Oder und nahm an zwei der wichtigsten Verhandlungen teil. Erst war er am 2. Oktober 1348 im Feldlager zu Heinrichsdorf bei Müncheberg, als König Karl die Beweisaufnahme über die Echtheit der Gerüchte durchführte und den angeblichen Woldemar mit der Mark Brandenburg belehnte.
Friedrich war auch anwesend, als der König den Herzögen Rudolf I. von Sachsen Wittenberg und dessen Bruder, Herzog Otto von Sachsen sowie Fürst Albrecht II. von Anhalt-Zerbst und dessen Bruder, Fürst Waldemar II. von Anhalt, die Herrschaft über die Markgrafschaft Brandenburg und die Markgrafschaft Landsberg zusicherte.
Erst zwei Jahre später stellte sich heraus, dass dieser Woldemar ein Betrüger war, der als der „Falsche Woldemar“ in die Geschichte einging. Er verlor zwar die Markgrafschaft Brandenburg im Jahre 1350, konnte sich jedoch am Hof von Anhalt–Dessau bis zu seinem Tod im Jahre 1356 als „Fürst“ halten.

### Die Görlitzer Fehde
Im Jahr 1349 war Friedrich von Bieberstein in eine Fehde mit der Stadt Görlitz in der Markgrafschaft Oberlausitz verwickelt, die dadurch entstand, dass die Görlitzer einen Friedensstörer namens Nitsche von Rackwitz, der ein Vasall Friedrichs war, nicht verhaften konnten. Sie entsandten daher eine Delegation zu Friedrich von Bieberstein, der sich damals in seinem Schloss zu Tauchritz, nahe Görlitz befand.
Da Friedrich sich der Forderung auf Auslieferung des Nitsche verschloss, beschlossen die Görlitzer selbst zu handeln. Sie ritten mit einer bewaffneten Mannschaft zum Schloss Friedland (heute Schloss Frýdlant in der Stadt Frýdlant v Čechách in Tschechien), in der sich von Rackwitz aufhielt und drangen in die Burg ein, um diesen gefangen zu nehmen. Friedrich, welcher ahnte, was sie vorhatten, ritt selbst mit einer Mannschaft nach Friedland, überraschte die bewaffneten Görlitzer in seiner Burg und befahl wütend, sie als feindliche Eindringlinge zu erschlagen: „Nu slot unsre rechte Vinde (Feinde), die uns suchen in unseren Vesten.“ Zwei Görlitzer verloren in dem beginnenden Kampf ihr Leben, die übrigen ergriffen die Flucht, wurden aber eingeholt. Weitere 7 verloren ihr Leben.

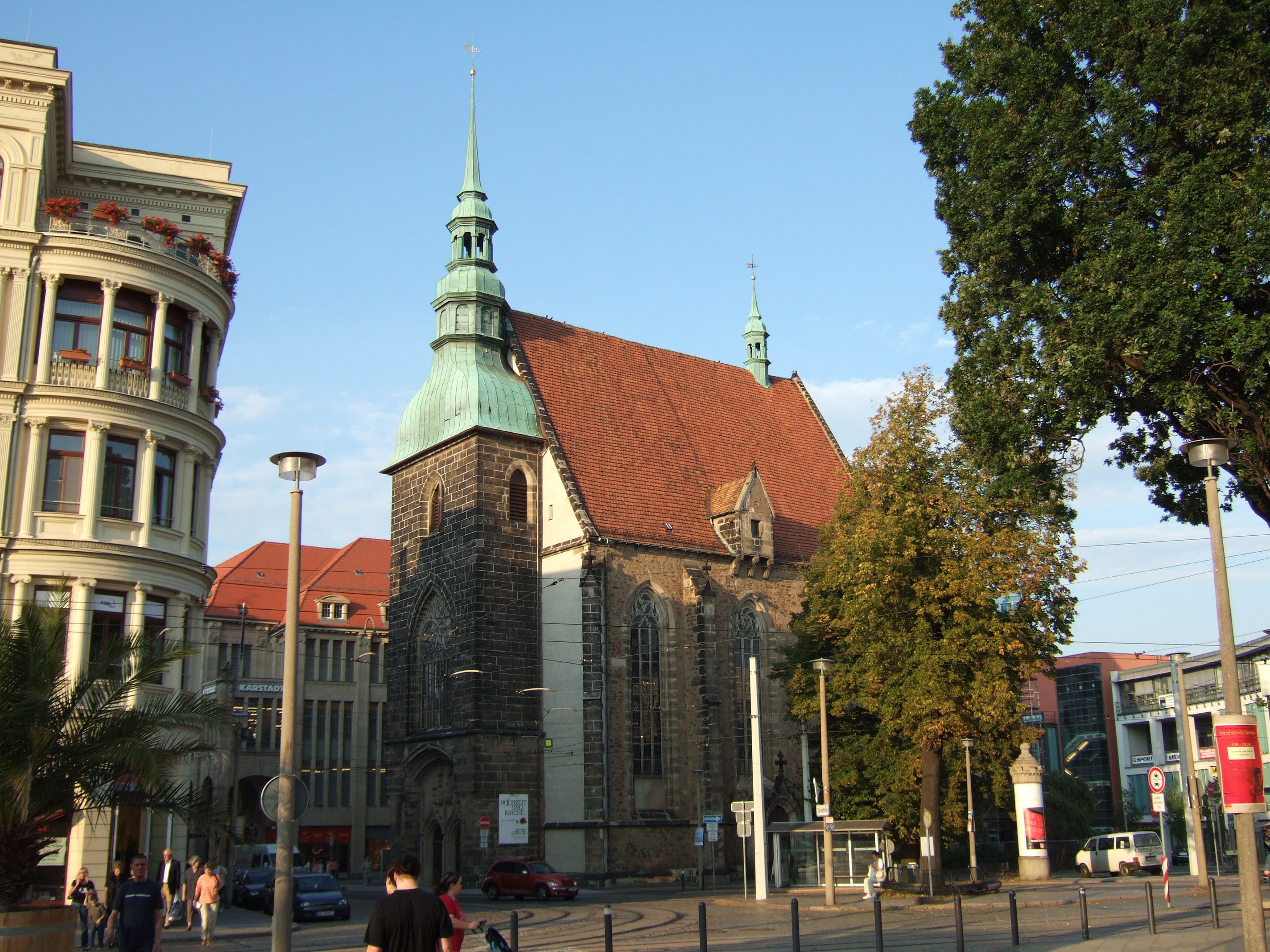
Die von Friedrich von Bieberstein gestiftete Frauenkirche in Görlitz

Nach allerlei Vergleichsterminen kam es endlich zum Frieden, in welchem sich Friedrich von Bieberstein zu einer Zahlung von 200 Schock verstehen musste, damit zum Seelenheil der Erschlagenen eine Kirche erbaut werde. Dies ist die Kirche „Unserer Lieben Frauen“ in Görlitz. Zu ihrer Vollendung war die Summe lange nicht hinreichend. Ein neues Unglück, eine Pest, musste hinzukommen, um ihren Bau zu fördern: durch die zahlreichen Todesfälle wuchsen dem halb ausgebauten Gotteshaus so viele Vermächtnisse zu, dass sie nicht nur ganz aufgeführt und mit Altären versehen, sondern auch die Geistlichkeit bei derselben davon bestellt werden konnte.

### Der Zug nach Italien
Friedrich von Bieberstein begleitete in den Jahren 1354 und 1355 König Karl IV. auf seinem Zug nach Italien. Diesen hatte der vertriebene römische Volkstribun Cola di Rienzo, der 1350 bis 1352 in Prag gelebt hatte, immer wieder angemahnt, allerdings mit der Absicht, in Rom die Volkssouveränität und seine eigene Herrschaft wiederherzustellen. Friedrich nahm daher 1355 an der feierlichen Krönung Karls mit der Eisernen Krone zum König von Italien und am 5. April 1355 an der Kaiserkrönung von König Karl IV. in Rom teil, die im Auftrag von Papst Innozenz VI. von einem Kardinal vorgenommen wurde. Kaiser Karl IV. verließ jedoch mit seinem Gefolge Rom und Italien nach einem kurzen Aufenthalt und so kehrte auch Friedrich von Bieberstein noch im selben Jahr nach Böhmen zurück.
Nach seiner Rückkehr starb 1355 sein Schwiegervater Ulrich von Pack, Herr zu Sorau, wodurch dessen Erbe, die Stadt und Herrschaft Sorau (heute Żary in der Woiwodschaft Lebus in Polen) an Friedrich fielen. Er wurde damit zum mächtigsten unter den schlossgesessenen Herren in der Oberlausitz.

### Belehnung mit den Gütern im Herzogtum Glogau
Im November 1357 war Friedrich von Biberstein bei Kaiser Karl IV. in Weißwasser in der Oberlausitz, bei Görlitz, zur Regelung der Frage der Herrschaften Landeskrone und Tauchritz (südlichster Ortsteil der Stadt Görlitz) und was ihm sonst noch im Herzogtum Glogau gehörte.
Diese Besitzungen waren an den Herzog Heinrich V., genannt „der Eiserne“, Herzog von Glogau und Sagan († 1369) verpfändet. Friedrich konnte sie nunmehr nur noch zu Lehen empfangen und dabei geloben, sich mit allen seinen Lehensgütern und mit seinem freien Erbe stets zur Krone Böhmens zu halten. Zugleich gewährte ihm der Kaiser das Privileg, dass alle seine Vasallen, die bisher der Gerichtsbarkeit der königlichen Vögte in den Städten unterstanden, nunmehr nur seiner Gerichtsbarkeit unterstehen würden.

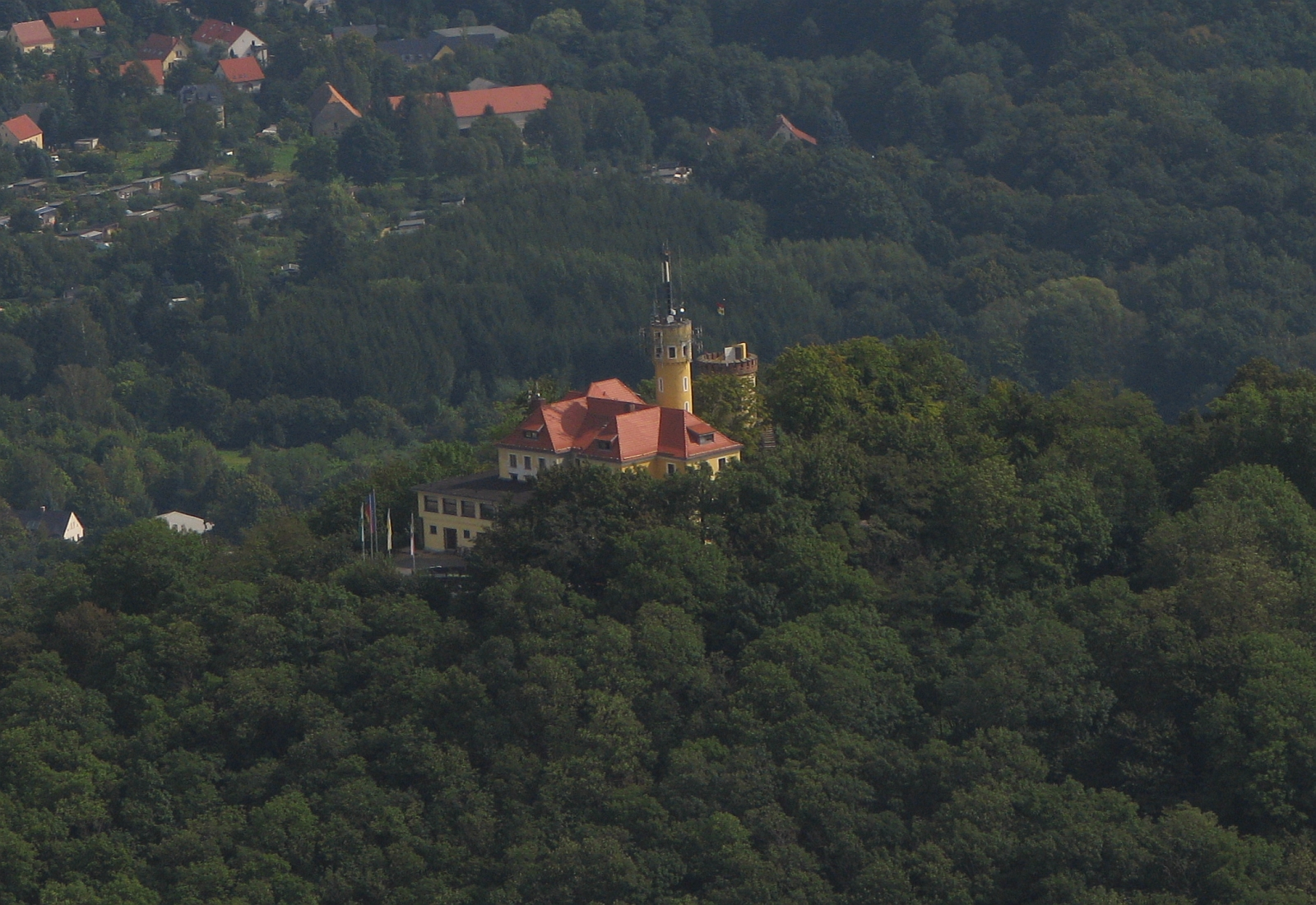
Luftbild Landeskrone – der Hausberg von Görlitz, dessen Burg geht auf das Jahr 1268 zurück, der Turm von 1796 ist erhalten

### Weitere Fehden und Tod
Obwohl Friedrich von Bieberstein so mächtig und von vielen gefürchtet war, wurde er doch in zwei bedeutende Fehden verwickelt.
Die eine hatte er mit Albrecht von Hakeborn, die andere mit dem Herzog Heinrich V. „dem Eisernen“ von Glogau und Sagan. Beide wegen Erbschaftsstreitigkeiten aus der Pack’schen Hinterlassenschaft.
In beiden kämpfte er ohne Erfolg: Durch die erste Fehde gewann er nichts, durch die zweite musste er auf die vom Herzogtum Sagan beanspruchten Güter verzichten. Die Kriegsführung bestand darin, dass er die Umgegend von Sagan mit Raub und Brand verheerte, sodass selbst das dortige Kloster seine Ernte hinter den Mauern der Stadt und im Refektorium sichern musste und streifte dann plündernd und verheerend bis nach Schwiebus (heute Świebodzin in der Woiwodschaft Lebus in Polen), wo es den Einwohnern nicht besser erging.
Bald darauf starb Friedrich von Biberstein im Jahre 1366 (nach anderen 1360).

## Ehen und Nachkommen
Friedrich Herr von Bieberstein heiratete um 1340 Hedwig von Pak (Pack), die einzige Tochter und damit Erbin ihres Vaters, Ulrich von Pak, Herren auf Sorau.
Kinder:
Bekannt sind zumindest zwei Söhne:
- Johann von Bieberstein (* 1342, † 3. Februar 1424), Herr zu Sorau etc.
- Ulrich von Biberstein (* v. 1350, † 1406), Herr zu Friedland etc.